# Alphen-Chaam
Alphen-Chaam és un municipi de la província del Brabant del Nord, al sud dels Països Baixos. L'1 de gener del 2021 tenia 10.363 habitants repartits sobre una superfície de 93,64 km² (dels quals 0,46 km² corresponen a aigua). Limita al nord amb Breda (Països Baixos) i Gilze en Rijen, a l'est amb Goirle i al sud amb Hoogstraten, Baarle-Nassau i Ravels.

## Centres de població
- Alphen (4.305)
- Chaam (4.295)
- Galder (1.065)

## Ajuntament
Des del 13 de gener del 2022, l'alcalde accidental del municipi és Jan Brenninkmeijer del CDA. Els 15 membres del consistori municipal són, des del 2022:
| Partit                       | Escons |
| ---------------------------- | ------ |
| Gemeenschaps Belangen Alphen | 4      |
| GBSV                         | 4      |
| CDA                          | 3      |
| VVD                          | 2      |
| D66                          | 2      |
| Gemeentebelangen GSU         | 1      |
| D66                          | 1      |
| Font:                        |        |